# Peru op de Paralympische Zomerspelen 2020
Peru was een van de landen die deelnam aan de Paralympische Zomerspelen 2020 in Tokio, Japan.

## Medailleoverzicht
| Sport     | Paralympiër              | Onderdeel       | Medaille |
| --------- | ------------------------ | --------------- | -------- |
| Taekwondo | Leonor Espinoza Carranza | K44, -49 kg (v) | Goud     |

## Deelnemers en resultaten
(m) = mannen, (v) = vrouwen, (g) = gemengd 

### Atletiek

#### Baanonderdelen
| Atleet                                                              | Onderdeel         | Series              | Series              | Halve finale        | Halve finale        | Finale              | Finale              |
| Atleet                                                              | Onderdeel         | Resultaat           | Rang                | Resultaat           | Rang                | Resultaat           | Rang                |
| ------------------------------------------------------------------- | ----------------- | ------------------- | ------------------- | ------------------- | ------------------- | ------------------- | ------------------- |
| Rosbil Guillen Gidsen: Cereceda Ferdinan Carlos Miguel Guevara Cayo | 5000 m, T11 (m)   | Niet van toepassing | Niet van toepassing | Niet van toepassing | Niet van toepassing | 15:35.82            | 5e                  |
| Rosbil Guillen Gids: Cereceda Ferdinan                              | 1500 m, T11 (m)   | 4:19.49             | 7e                  | Niet van toepassing | Niet van toepassing | Niet gekwalificeerd | Niet gekwalificeerd |
| Carlos Ivan Sangama Sangama                                         | Marathon, T46 (m) | Niet van toepassing | Niet van toepassing | Niet van toepassing | Niet van toepassing | 3:00:50             | 11e                 |
| Efrain Sotacuro                                                     | Marathon, T46 (m) | Niet van toepassing | Niet van toepassing | Niet van toepassing | Niet van toepassing | 2:41:20             | 7e                  |
|                                                                     |                   |                     |                     |                     |                     |                     |                     |
| Melissa Baldera Gids: Edert Alonzo Yllescas Ramos                   | 100 m, T11 (v)    | 0:13.90             | 10e                 | Niet gekwalificeerd | Niet gekwalificeerd | Niet gekwalificeerd | Niet gekwalificeerd |
| Melissa Baldera Gids: Edert Alonzo Yllescas Ramos                   | 200 m, T11 (v)    | 0:29.16             | 13e                 | Niet gekwalificeerd | Niet gekwalificeerd | Niet gekwalificeerd | Niet gekwalificeerd |
| Melissa Baldera Gids: Edert Alonzo Yllescas Ramos                   | 400 m, T11 (v)    | 1:04.44             | 10e                 | Niet gekwalificeerd | Niet gekwalificeerd | Niet gekwalificeerd | Niet gekwalificeerd |

### Badminton
| Paralympiër            | Onderdeel          | Groepsfase                    | Groepsfase               | Positie | Finalefase           | Finalefase           | Finalefase           | Plaats |
| Paralympiër            | Onderdeel          | Wedstrijd I                   | Wedstrijd II             | Positie | Kwartfinale          | Halve finale         | (Troost)finale       | Plaats |
| Paralympiër            | Onderdeel          | Tegenstander Uitslag          | Tegenstander Uitslag     | Positie | Tegenstander Uitslag | Tegenstander Uitslag | Tegenstander Uitslag | Plaats |
| ---------------------- | ------------------ | ----------------------------- | ------------------------ | ------- | -------------------- | -------------------- | -------------------- | ------ |
| Pilar Jauregui Cancino | Enkelspel, WH2 (v) | RPC Tatiana Gureeva V met 1-2 | CHN Liu Yutong V met 0-2 | 3e      | Niet gekwalificeerd  | Niet gekwalificeerd  | Niet gekwalificeerd  | 7e     |

### Bankdrukken
| Paralympiër                | Onderdeel  | Resultaat | Prestatie |
| -------------------------- | ---------- | --------- | --------- |
| Niel Moises Garcia Trelles | -59 kg (m) | 9e        | 151.0     |

### Judo
| Paralympiër               | Onderdeel  | Resultaat | Prestatie                         |
| ------------------------- | ---------- | --------- | --------------------------------- |
| Freed Villalobos Corrales | -81 kg (m) | 9e        | V van CUB Gerardo Rodriguez Reyes |

### Taekwondo
| Paralympiër              | Onderdeel       | Resultaat | Prestatie |
| ------------------------ | --------------- | --------- | --- |
| Leonor Espinoza Carranza | K44, -49 kg (v) | Goud      | Kwartfinale: W van IND Aruna met 84-21 Halve finale: W van UZB Ziyodakhon Isakova met 17-7 Finale: W van TUR Meryem Betul Cavdar met 34-21 |

### Wielrennen

#### Weg
| Paralympiër          | Onderdeel              | Resultaat | Prestatie |
| -------------------- | ---------------------- | --------- | --------- |
| Israel Hilario Rimas | Wegwedstrijd, C1-3 (m) | 15e       | 2:18:00   |
| Israel Hilario Rimas | Tijdrit, C2 (m)        | 6e        | 37:25.86  |

### Zwemmen
| Atleet            | Onderdeel                | Series    | Series | Finale              | Finale              |
| Atleet            | Onderdeel                | Resultaat | Rang   | Resultaat           | Rang                |
| ----------------- | ------------------------ | --------- | ------ | ------------------- | ------------------- |
| Rodrigo Santillan | 50 m rugslag, S2 (m)     | 1:06.99   | 11e    | Niet gekwalificeerd | Niet gekwalificeerd |
| Rodrigo Santillan | 100 m rugslag, S2 (m)    | 2:20.41   | 8e     | 2:21.95             | 8e                  |
|                   |                          |           |        |                     |                     |
| Donia Felices     | 200 m vrije slag, S5 (v) | 3:47.77   | 11e    | Niet gekwalificeerd | Niet gekwalificeerd |
| Donia Felices     | 50 m vlinderslag, S5 (v) | 1:00.29   | 12e    | Niet gekwalificeerd | Niet gekwalificeerd |

Afghanistan · 
Algerije · 
Amerikaanse Maagdeneilanden · 
Angola · 
Argentinië · 
Armenië · 
Aruba · 
Australië · 
Azerbeidzjan · 
Bahrein · 
Barbados · 
Belarus · 
België · 
Benin · 
Bermuda · 
Bosnië en Herzegovina · 
Botswana · 
Brazilië · 
Bulgarije · 
Burkina Faso · 
Burundi · 
Cambodja · 
Canada · 
Centraal-Afrikaanse Republiek · 
Chili · 
China · 
Chinees Taipei · 
Colombia · 
Congo-Brazzaville · 
Congo-Kinshasa · 
Costa Rica · 
Cuba · 
Cyprus · 
Denemarken · 
Dominicaanse Republiek · 
Duitsland · 
Ecuador · 
Egypte · 
El Salvador · 
Estland · 
Ethiopië · 
Faeröer · 
Fiji · 
Filipijnen · 
Finland · 
Frankrijk · 
Gabon · 
Gambia · 
Georgië · 
Ghana · 
Griekenland · 
Groot-Brittannië · 
Guatemala · 
Guinee · 
Guinee‑Bissau · 
Haïti · 
Honduras · 
Hongarije · 
Hongkong · 
Ierland · 
IJsland · 
India · 
Indonesië · 
Irak · 
Iran · 
Israël · 
Italië · 
Ivoorkust · 
Jamaica · 
Japan · 
Jordanië · 
Kaapverdië · 
Kameroen · 
Kazachstan · 
Kenia · 
Kirgizië · 
Koeweit · 
Kroatië · 
Laos · 
Lesotho · 
Letland · 
Libanon · 
Liberia · 
Libië · 
Litouwen · 
Luxemburg · 
Madagaskar · 
Maleisië · 
Mali · 
Malta · 
Marokko · 
Mauritius · 
Mexico · 
Moldavië · 
Mongolië · 
Montenegro · 
Mozambique · 
Namibië · 
Nederland · 
Nepal · 
Nicaragua · 
Nieuw-Zeeland · 
Niger · 
Nigeria · 
Noord-Macedonië · 
Noorwegen · 
Oeganda · 
Oekraïne · 
Oezbekistan · 
Oman · 
Oostenrijk · 
Pakistan · 
Palestina · 
Panama · 
Papoea-Nieuw-Guinea · 
Peru · 
Polen · 
Portugal · 
Puerto Rico · 
Qatar · 
Roemenië · 
Russisch Paralympisch Comité ·
Rwanda · 
Saint Vincent en Grenadines · 
Samoa · 
Saoedi-Arabië · 
Sao Tomé en Principe · 
Senegal · 
Servië · 
Seychellen · 
Sierra Leone · 
Singapore · 
Slovenië · 
Slowakije · 
Somalië · 
Spanje · 
Sri Lanka · 
Syrië · 
Tadzjikistan · 
Tanzania · 
Thailand · 
Togo · 
Tonga · 
Trinidad en Tobago · 
Tsjechië · 
Tunesië · 
Turkije · 
Turkmenistan · 
Uruguay · 
Venezuela · 
Verenigde Arabische Emiraten · 
Verenigde Staten · 
Vietnam · 
Zimbabwe · 
Zuid-Afrika · 
Zuid-Korea · 
Zweden · 
Zwitserland
Paralympisch Vluchtelingen Team